# Phacopina
Phacopina (лат.) — подотряд трилобитов из отряда Phacopida. Существовали с нижнего ордовика по верхний девон. У Phacopina была существенная особенность, которая отличала этот подотряд — большие «линзы» для глаз без роговицы.

## Происхождение
Раннеордовикский род Gyrometopus (надсемейство Dalmanitoidea, семейство Diaphanometopidae), вероятно, является общим предком Phacopina.

## Описание
Все Phacopina были донными существами.
Глаза (если есть) состоят из очень крупных, отдельно установленных «линз» без общей роговицы. Тем не менее, у некоторых видов Phacopina отсутствуют глаза, например у рода Ductina. Грудная клетка имеет 11 (редко 10) сегментов.

## Классификация
В Phacopina включают 3 надсемейства и 6 семейств.
- Надсемейство Phacopoidea
  - Семейство Phacopidae
- Надсемейство Dalmanitoidea
  - Семейство Dalmanitidae
  - Семейство Prosopiscidae
  - Семейство Diaphanometopidae
- Надсемейство Acastoidea
  - Семейство Acastidae
  - Семейство Calmoniidae

- Глаз Phacops rana
- Zeliszkella torrubiae
- Phacops rana crassituberculata, надсемейство Phacopoidea
- Odontochile sp., надсемейство Dalmanitoidea семейство Pterygometopidae
- Acastoides zguilmensis, надсемейство Acastoidea